# Винтон Марсалис
Винтон Лерсон Марсалис (енгл. Wynton Learson Marsalis; Њу Орлеанс, 18. октобар 1961) је амерички трубач и композитор. Он је један од најпризнатијих џез музичара модерног доба и такође је познат као инструменталиста у класичној музици. Он је музички директор за џез у Линколн Центру.